# Aminata Kamissoko
Aminata Kamissoko (sinh ngày 9 tháng 7 năm 1985) là một vận động viên chạy nước rút người Mauritanie.
Năm 2003, Kamissoko thi đấu tại Giải vô địch thế giới về điền kinh năm 2003 được tổ chức tại Pháp, cô đã chạy nội dung 100 mét, một quãng thời gian 13,70 giây và đứng thứ 7 trong lượt chạy và không đủ điều kiện cho vòng tiếp theo, 12 tháng Sau đó, cô chỉ trở thành thí sinh nữ thứ hai từng đại diện cho quốc gia của mình tại Thế vận hội Mùa hè, khi cô thi đấu tại Thế vận hội Mùa hè 2004 ở 100 mét, cô đã chạy trong thời gian 13,49 giây và đứng thứ 8 trong sự nóng bỏng của mình, vì vậy một lần nữa không đủ điều kiện cho vòng tiếp theo.